# جان آستین (بازیگر)
جان آستین (انگلیسی: John Astin؛ زادهٔ ۳۰ مارس ۱۹۳۰) یک هنرپیشه اهل ایالات متحده آمریکا است.

## گزیده فیلمشناسی
از فیلم‌ها یا برنامه‌های تلویزیونی که وی در آن نقش داشته‌است می‌توان به آثار زیر اشاره کرد.
- داستان وست ساید (فیلم) (۱۹۶۱)
- لمس سمور (۱۹۶۲)
- آبنبات (فیلم ۱۹۶۸) (۱۹۶۸)
- تعطیلات اروپایی نشنال لمپون (۱۹۸۵)
- بازگشت گوجه‌های قاتل (۱۹۸۸)
- گرملین‌ها ۲: گروه جدید (۱۹۹۰)
- ترس‌آفرینان (۱۹۹۶)
- ماوریک (مجموعه تلویزیونی) (۱۹۶۰)
- منطقه نیمه‌روشن (۱۹۶۱)
- بن کیسی (۱۹۶۲)
- خانواده آدامز (مجموعه تلویزیونی ۱۹۶۴) (۱۹۶۴–۶۶)
- بتمن (مجموعه تلویزیونی) (۱۹۶۷)
- غرب وحشی وحشی (مجموعه تلویزیونی) (۱۹۶۷)
- راهبه پرنده (۱۹۶۷)
- دود اسلحه (۱۹۶۷)
- بونانزا (۱۹۶۹)
- نایت گالری (۱۹۷۱)
- خانواده پارتریج (۱۹۷۳)
- جمعه عجیب (۱۹۷۶)
- گرگ نوجوان ۲ (۱۹۸۷)
- خانواده آدامز (مجموعه پویانمایی ۱۹۹۲) (۱۹۹۲–۹۳)
- سکوت ژامبون‌ها (۱۹۹۴)
- جانی براوو (۱۹۹۷)
- پینکی و برین (۱۹۹۷)
- زنگ تفریح (سریال) (۱۹۹۸)
- بکر (مجموعه تلویزیونی) (۲۰۰۰)